# Bombningen af Darwin
Bombningen af Darwin fandt sted under 2. Verdenskrig den 19. februar 1942 i Darwin i Australien. Angrebet blev anført af Japanerne og regnes for at være det største angreb nogensinde forårsaget af en udenlandsk magt på Australien. Det var en del af Stillehavskrigen.
62 gange bombarderede japanerne byen og dens havneanlæg med et ukendt antal af omkomne australiere. Den australske regering valgte, af hensyn til de udsendte australske soldater, at nedtone angrebenes antal og omfang. Blandt andre Mitsuo Fuchida var en af de japanske første piloter under bombningen, og anførte den første af to bølger med 188 fly mod byen.
Denne begivenhed er ofte blevet kaldt Australiens "Pearl Harbor".
I filmen Australia med Hugh Jackman og Nicole Kidman i hovedrollerne bliver angrebet skildret.